# 林地苋
林地苋（学名：Psilotrichum ferrugineum）为苋科林地苋属的植物。分布于越南、印度、菲律宾、泰国、马来西亚以及中国大陆的海南等地，生长于海拔1,000米至2,000米的地区，多生在山谷林中潮湿地方，目前尚未由人工引种栽培。